# Walker Kessler
Walker Ross Kessler (* 26. Juli 2001 in Atlanta, Georgia) ist ein US-amerikanischer Basketballspieler.

## Werdegang
Kessler machte durch seine Leistungen als Spieler der Woodward Academy in Atlanta im US-Bundesstaat Georgia und landesweit auf sich aufmerksam. 2020 wurde er in Georgia als bester Spieler im Schulbasketball ausgezeichnet.
In der Saison 2020/21 bestritt Kessler 29 Spiele für die University of North Carolina, seine Einsatzzeit betrug lediglich knapp neun Minuten je Begegnung. Er nahm einen Hochschulwechsel vor, spielte 2021/22 für die Auburn University. Dort stieg seine Einsatzzeit auf 25,6 Minuten pro Spiel, die er für Mittelwerte von 11,4 Punkten, 8,1 Rebounds sowie 4,6 geblockte Würfe nutzte. Kessler wurde als bester Verteidiger der NCAA ausgezeichnet und vollzog nach zwei Jahren auf Hochschulebene den Wechsel ins Profilager.
Beim Draftverfahren der NBA im Juni 2022 wurde er an 22. Stelle von den Memphis Grizzlies ausgewählt, die ihn aber an die Minnesota Timberwolves abgaben. Diese reichten ihn wiederum mit vier weiteren Spielern für Rudy Gobert an die Utah Jazz weiter. Kessler spielte ein gutes Rookiejahr, in dem er in 40 von 74 Spielen in der Anfangsaufstellung stand und 9,2 Punkte, 8,4 Rebounds sowie 2,3 Blocks je Spiel erzielte. Bei der Wahl zum Rookie of the Year landete Kessler hinter Paolo Banchero und Jalen Williams auf dem dritten Platz.

### Nationalmannschaft
Kessler gehörte zum Aufgebot der US-Nationalmannschaft bei der Weltmeisterschaft 2023 und belegte mit der Auswahl den vierten Platz.

### Familie
Kesslers Vater Chad spielte von 1983 bis 1987 Basketball an der University of Georgia, anschließend sicherte sich die NBA-Mannschaft Los Angeles Clippers die Rechte an dem Innenspieler, einen Vertrag erhielt er jedoch nicht. Walker Kesslers Bruder Houston war ebenfalls Basketballspieler an der University of Georgia. Sein Onkel Alec Kessler spielte Basketball bei den Miami Heat sowie bei Stefanel Mailand.

## Statistiken

### NBA

#### Hauptrunde
| Saison  | Team   | GP  | GS | MPG  | FG % | 3P % | FT % | RPG | APG | SPG | BPG | PPG |
| ------- | ------ | --- | -- | ---- | ---- | ---- | ---- | --- | --- | --- | --- | --- |
| 2022–23 | Utah   | 74  | 40 | 23.0 | .720 | .333 | .516 | 8.4 | 0.9 | 0.4 | 2.3 | 9.2 |
| 2023–24 | Utah   | 64  | 22 | 23.3 | .654 | .211 | .602 | 7.5 | 0.9 | 0.5 | 2.4 | 8.1 |
| Gesamt  | Gesamt | 138 | 62 | 23.2 | .690 | .227 | .548 | 8.0 | 0.9 | 0.4 | 2.4 | 8.7 |